# THE BEYOND
『THE BEYOND』（ザ ビヨンド）は、音楽ユニット・angelaの28作目のシングル。2019年5月22日にKING AMUSEMENT CREATIVE
から発売された。

## 概要
- 前回シングル『SURVIVE!』から約1年ぶりのリリース。
- アニメ盤ジャケットはシナジェネティックスーツを着た背中合わせの皆城総士と真壁一騎、期間限定版ジャケットはアーティスト写真がプリントされている。
- アニメ盤にのみ、「蒼穹のファフナー THE BEYOND」名シーンカードが封入されている（全5種のうちランダム1枚）。
- 期間限定盤にのみ、Blu-rayがついている。

## 収録曲
【CD】
| 全作詞: atsuko、全作曲: atsuko・KATSU、全編曲: KATSU。 |                                        |        |               |      |
| #                                                      | タイトル                               | 作詞   | 作曲・編曲    | 時間 |
| 1.                                                     | 「THE BEYOND」                         | atsuko | atsuko・KATSU | 4:42 |
| 2.                                                     | 「私はそこにいますか」                 | atsuko | atsuko・KATSU | 4:58 |
| 3.                                                     | 「THE BEYOND」(off vocal ver.)         | atsuko | atsuko・KATSU | 4:42 |
| 4.                                                     | 「私はそこにいますか」(off vocal ver.) | atsuko | atsuko・KATSU | 4:56 |
| 合計時間:                                              | 合計時間:                              | 19:19  |               |      |

【Blu-ray】(初回限定盤のみ)
- 「THE BEYOND」Music Clip

## 楽曲解説
1. THE BEYOND
アニメ『蒼穹のファフナーTHE BEYOND』第1弾オープニング
  - 「蒼穹のファフナー THE BEYOND」のタイトルの一部を冠した楽曲。
  - 曲の冒頭には民謡風のメロディが入っており、「島唄」のような楽曲になっている[1]。
2. 私はそこにいますか
アニメ『蒼穹のファフナー』シリーズイメージソング
  - フラメンコ調とEDM調の混ざった楽曲。
  - この曲の「そら」は「翔空」と書き、これは第一期「蒼穹のファフナー」のサブタイトルと同じ漢字。

## 収録アルバム
- 「THE BEYOND」
  - オリジナルアルバム『Battle & Massage』（#12）（2021年5月19日）
  - 『蒼穹のファフナー ALL SONGS』(CD3-#2)
- 「私はそこにいますか」
- 『蒼穹のファフナー ALL SONGS』(CD3-#3)